# Isi Palazón
Isaac "Isi" Palazón Camacho (Cieza, 27 december 1994) is een Spaans professioneel voetballer die speelt als vleugelspeler voor Rayo Vallecano. Hij gebruikt de voetbalnaam "Isi". Dit staat ook achterop zijn shirt.

## Carrière
Palazón begon met voetballen bij zijn lokale club CD Cieza, waarna hij in 2007 vertrok naar de jeugdopleiding van Real Madrid. Na 2 jaar verhuisde hij aanvankelijk terug naar Cieza, maar in 2010 ging hij spelen in de jeugd vanVillarreal. Na een nieuwe periode terug bij Cieza tekende Palazón in 2014 bij Real Murcia. 
In 2017 verkaste Palazón naar SD Ponferradina en promoveerde met die club in het seizoen 2018-19 naar het tweede niveau. In januari 2020 werd hij opgepikt door Rayo Vallecano, met wie hij promoveerde en zodoende voor het eerst actief is op het hoogste niveau in Spanje.
In maart 2023 kwam Palazón in het nieuws door een opmerkelijk uitgevoerde strafschop in de competitiewedstrijd tegen Girona. Bij een stand van 2-1 in het voordeel van thuisclub Rayo Vallecano, namen Oscar Trejo en Palazón een strafschop op de manier zoals Jesper Olsen en Johan Cruijff ooit deden in 1982. Trejo legde de bal breed op Palazón, maar die schoot hoog over. De wedstrijd eindigde uiteindelijk in 2-2.
In maart 2023 zat Palazón voor het eerst bij de voorselectie van het Spaans voetbalelftal. De uiteindelijke selectie haalde hij niet.
1 Cárdenas ·
2 Rațiu ·
3 Chavarría ·
4 Díaz ·
5 Aridane ·
6 Ciss ·
7 Isi ·
8 Trejo  ·
9 De Tomás ·
10 James ·
11 Nteka ·
12 Guardiola ·
13 Batalla ·
14 Camello ·
15 Gumbau ·
16 Mumin ·
17 U. López ·
18 Á. García ·
19 de Frutos ·
20 Balliu ·
21 Embarba ·
22 Espino ·
23 Valentín ·
24 Lejeune ·
25 Montiel ·
27 Pelayo ·
29 Méndez ·
Coach: Pérez
· Assistent-coach: Adrián